# Anse à Mallet
Anse à Mallet – zatoka (ang. cove, fr. anse) zatoki Petit-de-Grat Harbour w kanadyjskiej prowincji Nowa Szkocja, w hrabstwie Richmond; nazwa urzędowo zatwierdzona 7 maja 1976.